# خاله‌های دل‌انگیز

ارکیده‌آ د سانتیس (راست) در صحنه‌‌ای از فیلم.

خاله‌های دل‌انگیز (ایتالیایی: Le dolci zie) یک فیلم کمدی سکسی سبک ایتالیایی به کارگردانی ماریو ایمپرولی است که در سال ۱۹۷۵ منتشر شد.

## گزیدهٔ بازیگران
- فمی بنوسی
- پاسکال پتی
- ماریزا مرلینی
- ماریو مارانتسانا
- ارکیده‌آ د سانتیس
- پوپو د لوکا
- پاتریتسیا گوری